# James Fifer
James Fifer, né le 14 juillet 1930 à Tacoma et mort le 7 juin 1986 à Seattle, est un rameur d'aviron américain.

## Carrière
James Fifer participe aux Jeux olympiques de 1956 à Melbourne et remporte la médaille d'or en deux sans barreur avec Duvall Hecht.